# Tranholmen
Tranholmen est une île située dans la commune de Danderyd, Comté de Stockholm en Suède.
Sa population était de 338 habitants en 2010.
En hiver quand l'eau est gelée et que la navigation par bateau est impossible, une passerelle permet de se rendre sur l'île.